# 骨傘

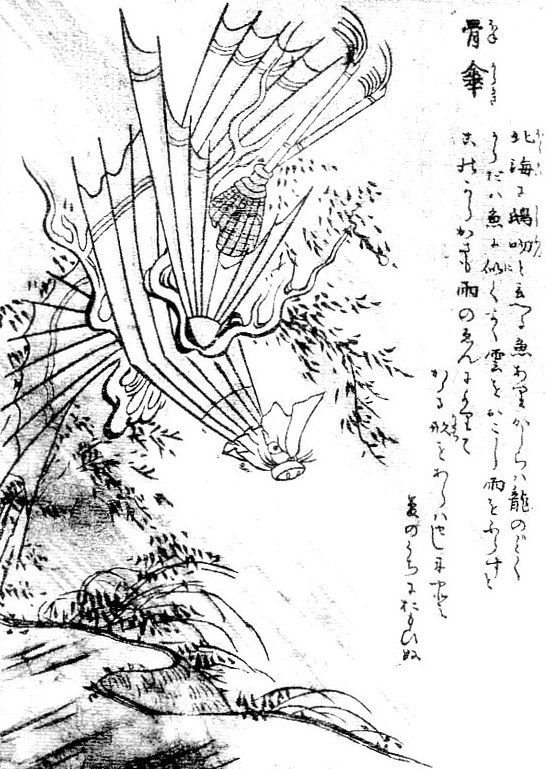
鳥山石燕《百器徒然袋》中的「骨傘」

骨傘（日语：ほねからかさ）是鳥山石燕的《百器徒然袋》中出現的日本妖怪，由油紙傘變化而來，付喪神的一種。
骨傘被描繪為傘布破落而露出傘骨，如鳥一般在空中飛行的油紙傘。妖怪漫畫家水木茂認為其為長時間使用的傘吸收的大量濕氣幻化的妖怪。
《百器徒然袋》中解說文寫道「北海有被稱為鴟吻的魚，它其實是一種很像魚的龍，可以呼雲喚雨，會在雨中顯出原型，只會在人的夢中出現」。鴟吻是日本的鯱的原型，是會在火災時呼喚雨水的神獸。而石燕則將其想像為雨中的傘的形態而形成了骨傘。
也有人認為其是和唐傘小僧相似的妖怪。

## 腳註
1. ↑  多田克己. . Truth In Fantasy（日语：Truth In Fantasy）. 新紀元社. 1990: 303頁. ISBN 978-4-915146-44-2.
2. ↑  水木茂. . KCデラックス. 講談社. 1996: 口絵. ISBN 978 -4-06-319746-4.
3. ↑  村上健司（日语：村上健司）編著. . 每日新聞社. 2000: 308頁. ISBN 978-4-620-31428-0.
4. ↑  京極夏彥. . KWAI BOOKS. 角川書店. 2007: 384頁. ISBN 978- 4-04-883984-6.